# Scarperia
Scarperia est une ancienne commune italienne de la ville métropolitaine de Florence dans la région Toscane en Italie, située à environ 25 km au nord-est de Florence.
Elle a fusionné en 2014 avec San Piero a Sieve pour former la commune de Scarperia e San Piero (en).
En date du 31 décembre 2009, Scarperia avait une population de 7 994 habitants sur un territoire de 79.37 km2, soit une densité de 98,39 hab/km2.
C'est un centre reconnu de coutellerie.

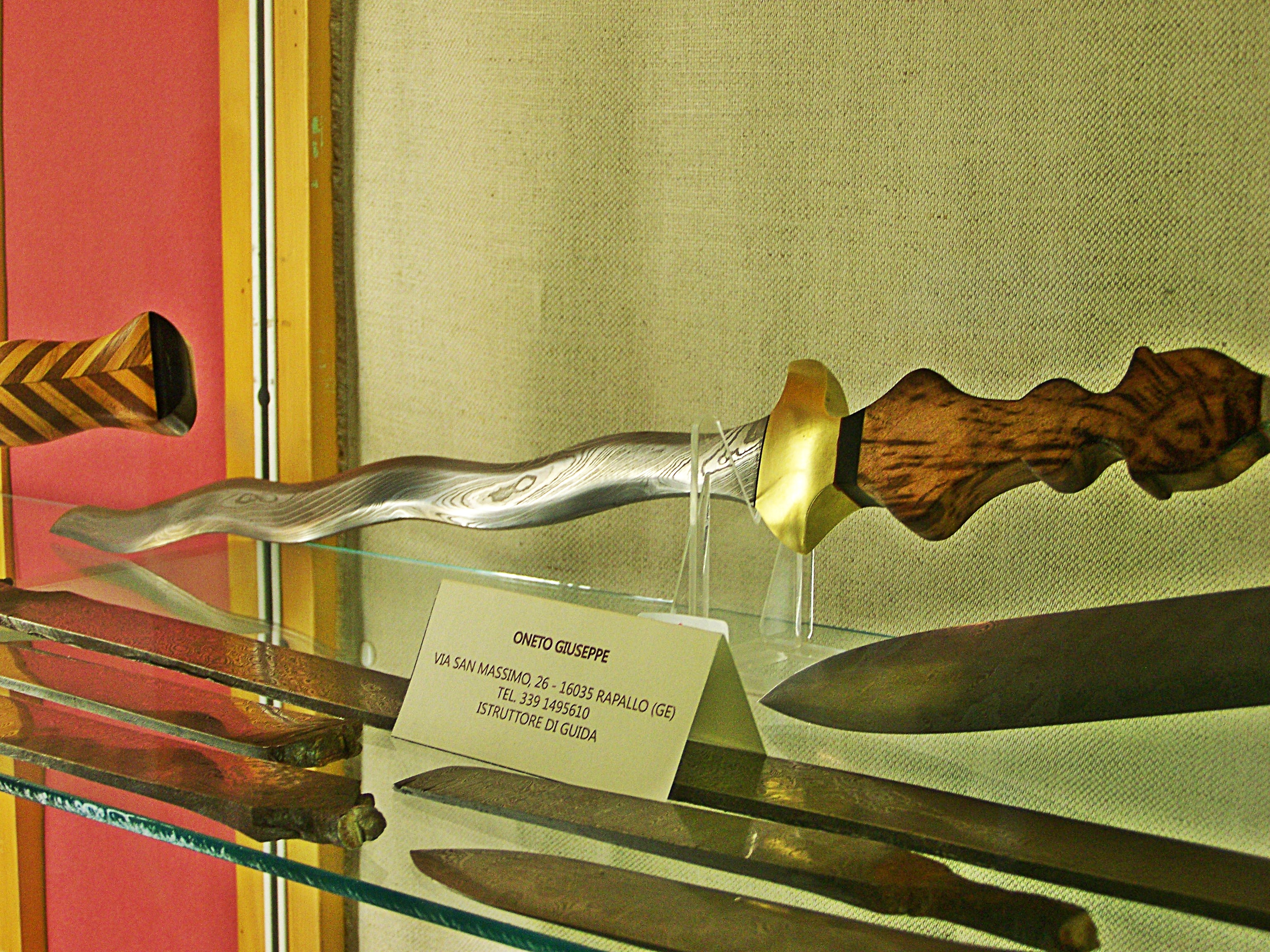
Un couteau au musée dei ferri taglienti

Le circuit du Mugello passe à proximité.

## Géographie

### Hameaux
Sant'Agata Mugello, Ponzalla, Marcoiano

### Communes limitrophes
Barberino di Mugello, Borgo San Lorenzo, Firenzuola, San Piero a Sieve

## Administration

### Jumelages
- Laguiole (Aveyron), France

## Démographie
Source : ISTAT 2010

## Économie
- Depuis 2009, les machines à expresso « La Marzocco (en) » y sont produites.

## Lieux et monuments
- Château de Scarperia (it)
- Musée des objets tranchants (it)